# Gäddtjärnen (Dorotea socken, Lappland, 716302-151412)
Gäddtjärnen är en sjö i Dorotea kommun i Lappland och ingår i Ångermanälvens huvudavrinningsområde. Gäddtjärnen ligger i Blaikfjället Natura 2000-område.